# Дяволски зид
Дяволският зид (на македонска литературна норма: Ѓаволски Ѕид) е природен феномен, който се намира на около 15 km южно от град Свети Никола, Северна Македония, на южните склонове на планината Богсловец и десния бряг на река Брегалница.

## Описание и особености
Импозантната стена е със забележителна дължина от 500 m, но следи от скалното образувание се наблюдават в протежение на 5 km в западна посока. Средната височина на стената варира между 10 и 12 m, а широчината ѝ достига до 2 m., а теглото на някои от скалните късове, които формират тази своеобразна стена е до 4 тона.
Съществува научен спор относно произхода на Дяволския зид, като най-разпространеното становище е, че става въпрос за скален феномен, но не липсват и мнения, че става въпрос за древен мегалитен градеж. През 1970 г. югославският археолог Милутин Гарашанин регистрира наличието на спояващ материал с червен цвят между някои от блоковете. Загадка остава, как е бил съграден такъв градеж (ако се касае за изкуствен произход), тъй като теренът, на който е изграден е под наклон и трудно достъпен.

## Предания и легенди
Жителите на околните села пазят легендата, че дяволът се обложил с Господ, че ще прегради река Брегалница и ще потопи Овче поле. Така дяволът съградил въпросната стена, но малко преди да завърши градежа и да осъществи плана си, Господ изпратил един петел да осуети завършването на стената, който пропял и спрял дявола.
Дяволската стена е и популярна дестинация сред македонските иманяри (които местните жители наричат „дивите копачи“), които вярват, че под стената има километрични тунели, където е скрито несметно имане, а входът към тунелите е закрит с голяма каменна плоча, която се намира някъде в близост до стената. Иманярските легенди са подсилени и от фактът, че в близост до Стената на дявола е гео глифът от Овче поле (среща се и като „Македонският геоглиф“).